# 叙尔特岛

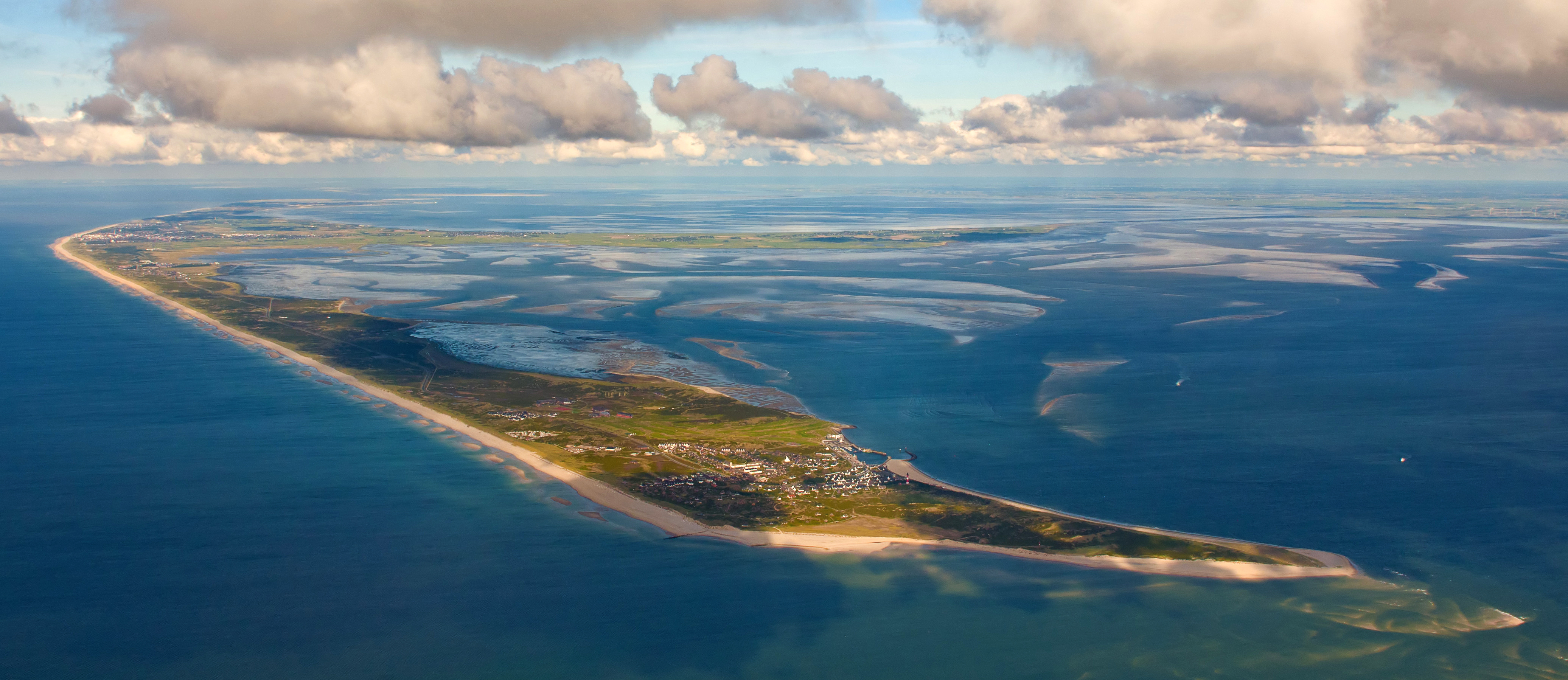
敘爾特島

叙尔特岛（德語：Sylt，發音：[ˈzʏlt] ⓘ；叙尔特北弗里斯兰语：Söl）是北弗里西亚群岛的一部分，北弗里斯兰最大的島嶼，也是德國最北的岛屿和第四大岛，面积99平方公里，长超过35公里，最窄处仅1公里宽，东岸中部有一鸟嘴状半岛伸向大陆。通过长11公里的兴登堡铁路堤道与大陆相連。
壮丽的沙滩在平坦的西海岸延伸，冰川形成的冰碛石红崖高30米。岛上分布有史前巨石墓穴等遗迹。有饲养乳牛和羊的小农场及分散的村庄。经济以旅游业为主，主要旅游胜地有利斯特、韦斯特兰、文宁施泰特等。叙尔特岛为石勒蘇益格-荷爾斯泰因瓦登海國家公園的一部分。
- 兴登堡堤道
- 乌沃沙丘（Uwe-Düne）
- 利斯特
- 赫努姆